# UB44
UB44 è il terzo album in studio del gruppo musicale britannico UB40, pubblicato nel 1982.

## Tracce
1. So Here I Am – 3:54
2. I Won't Close My Eyes [Remix] – 3:46
3. Forget the Cost – 4:22
4. Love Is All Is Alright [Remix] – 4:57
5. The Piper Calls the Tune – 3:50
6. The Key – 5:05
7. Don't Do the Crime – 4:12
8. Folitician [Remix] – 4:10
9. The Prisoner – 5:57